# Violent Force
Violent Force – niemiecki zespół thrashmetalowy działający w latach 1984-1989 i od 2009.
Zespół został założony w Velbert, mieście, z którego pochodzą także inne thrashowe zespoły: Living Death, Mekong Delta i Sacred Chao. 
W 1987 wydał swój jedyny album Malevolent Assault of Tomorrow. Płytę nagrywano w studiu Karo Musik w Münster, jej producentem jest Kalle Trapp. Wydawcą albumu jest Roadrunner Records. 
Płyta nie odniosła sukcesu komercyjnego. Zespołowi zarzucano wtórność wobec dokonań innych formacji thrashmetalowych, głównie niemieckiego Kreatora (płyta Pleasure to Kill). Z drugiej strony muzyka Violent Force miała wpływ na inne zespoły europejskiej sceny metalowej, np. holenderski Pestilence (album Malleus Maleficarum).
W 1988 zarejestrowano materiał na drugi album, ale nie został on wydany. W 1989 zespół rozpadł się. W 2009, po 20 latach nieobecności na scenie, reaktywował się.

## Muzycy
Obecny skład zespołu
- Stachel – gitara
- Jürgen "Hille" Hillebrand – perkusja

Byli członkowie zespołu
- Lemmie – wokal
- Waldi – gitara basowa
- Atomic Steif – perkusja

## Dyskografia
- 1985 – Dead City (demo)
- 1985 – Velbert Dead City (demo)
- 1985 – Live at Hilden (live)
- 1986 – Dead City: The Night (demo)
- 1987 – Malevolent Assault of Tomorrow (LP)